# Stenodryas ventralis
Stenodryas ventralis là một loài bọ cánh cứng trong họ Cerambycidae.